# Albert Cohen
Abraham Albert Cohen (Korfu, 1895. augusztus 16. – Genf, 1981. október 17.) görög származású romanióta zsidó svájci író volt, aki francia nyelven írt. Köztisztviselőként dolgozott különböző nemzetközi szervezeteknek, például a Nemzetközi Munkaügyi Szervezetnek. 1919-ben svájci állampolgár lett.

## Életrajza

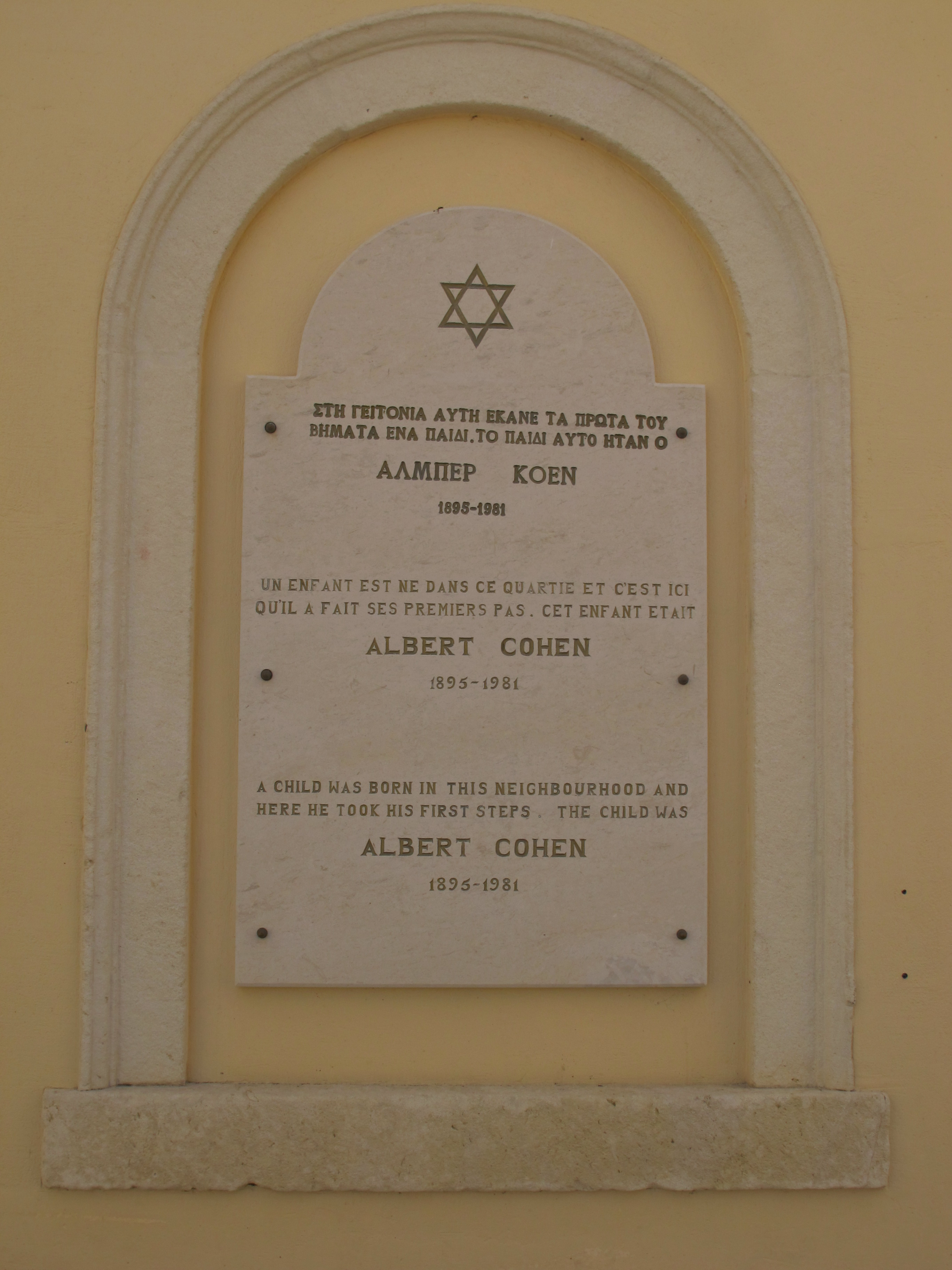
Emléktábla a korfui zsinagógában

Abraham Albert Cohen (görögül: Αβραάμ Αλβέρτος Κοέν) 1895-ben született Korfun, Görögországban, görög zsidó szülők gyermekeként. Albert szülei, akiknek szappangyáruk volt, gyermekkorában a franciaországi Marseille-be költöztek. Albert Cohen ezt az időszakot tárgyalja Le Livre de ma mère (Anyám könyve) című regényében. Egy katolikus magániskolában tanult. 1904-ben a Lycée Thiers-ben kezdte meg a középiskolát, ahol megismerkedett Marcel Pagnollal, akivel életre szóló barátságot kötött, majd 1913-ban érettségizett.
1914-ben Marseille-ből a svájci Genfbe ment, és beiratkozott a jogi egyetemre. A jogi egyetemet 1917-ben végezte el, majd 1917-ben beiratkozott az irodalmi iskolába, ahol 1919-ig maradt. 1919-ben svájci állampolgár lett. Ugyanebben az évben feleségül vette Elisabeth Brochert, akitől 1921-ben született meg lányuk, Myriam. Felesége 1924-ben rákban meghalt. 1925-ben Albert Cohen lett a Revue Juive (Zsidó Szemle) igazgatója, egy olyan folyóiraté, amelynek írói között volt Albert Einstein és Sigmund Freud is. 1926-tól 1931-ig köztisztviselőként dolgozott Genfben. 1933-ban feleségül vette második feleségét, Marianne Goss-t.
A német megszállás idején, 1940-ben Cohen Bordeaux-ba, majd Londonba menekült. A Zsidó Palesztinai Ügynökség ekkor tette őt felelőssé a száműzött kormányokkal való kapcsolatfelvételért. 1943. január 10-én Cohen édesanyja Marseille-ben meghalt. Ugyanebben az évben ismerkedett meg későbbi harmadik feleségével, Bella Berkowich-csal. 1944-ben a Menekültügyi Kormányközi Bizottság ügyvédje lett. Cohen 1947-ben visszatért Genfbe. 1957-ben visszautasította az izraeli nagyköveti posztot, hogy folytathassa irodalmi karrierjét.
Genfben halt meg 86 éves korában, és a Genf melletti Veyrier zsidó temetőjében van eltemetve.

## Irodalmi pályafutása
Négy különböző könyvén keresztül Cohen szépirodalmi munkássága egyetlen hosszú önéletrajzi regénynek tekinthető. Ez a történet a ragyogó Solal – Cohen hasonmása –, a Nemzetek Szövetsége jóképű és sikeres köztisztviselőjének története, akinek karizmatikus identitása állandó harcban áll zsidó gyökerei és társadalmi státusza között.
Mesterműve, a Belle du Seigneur eredetileg azt a regényt tartalmazta, amely később Les Valeureux címen jelent meg. A Belle du Seigneur a „szerelem könyve” címet viseli, és Solal szenvedélyes, kegyetlen, mégis valósághű szerelmi viszonyát meséli el Ariane Deume-mal, egy nős, nem zsidó nővel. A regény 1968-ban megkapta a Francia Akadémia díját. Azóta a regény a tekintélyes Gallimard White Collection egyik legnagyobb példányszámban eladott könyve. 2022-ben Cohen műveit a tekintélyes Bibliothèque de la Pléiade kiadónál jelentették meg.

## Regények, színdarabok, önéletrajzi művek
- Paroles juives – (1921) (Zsidó szavak)
- Ézéchiel – (1927) – színmű
- Solal – (1930)
- Mangeclous – (1938)
- Le Livre de ma mère – (1954)
- Belle du Seigneur – (1968) Francia Akadémia nagydíja regény kategóriában(wd)
- Les Valeureux – (1970)
- Ô vous, frères humains – (1972)
- Carnets – (1978, 1979) (Feljegyzések)

## Lásd még
- A Le Monde listája az évszázad 100 legemlékezetesebb könyvéről

## Fordítás
- Ez a szócikk részben vagy egészben  az   Albert Cohen (novelist) című angol Wikipédia-szócikk fordításán alapul.  Az eredeti cikk szerkesztőit annak laptörténete sorolja fel. Ez a jelzés csupán a megfogalmazás eredetét és a szerzői jogokat jelzi, nem szolgál a cikkben szereplő információk forrásmegjelöléseként.